# Motivation (песня Нормани)
«Motivation» — песня американской певицы Нормани Кордей Гамильтон (солистка гёрл-группы Fifth Harmony), вышедший 16 августа 2019 года в качестве второго сингла с предстоящего дебютного альбома певицы.

## История
Тизер «Motivation» появился 2 августа 2019 года в Твитере Нормани. Далее она рассказала о песне, а также об участии Арианы Гранде в соавторстве во время утренних сессий для журнала Rolling Stone в Lollapalooza, объясняя что «[Гранде]» это допинг. Она также участвует в записи, которую я выпускаю. Она написала об этом". Песня была официально анонсирована 9 августа и релиз состоялся 16 августа 2019 года.

## Отзывы
Композиция, в целом, была одобрительно встречена музыкальными экспертами и обозревателями (i-D; The Guardian; Los Angeles Times).
Журнал Forbes написал, что «Motivation» «звучит как идеально сделанная поп-песня […] запоминающаяся, летняя и весёлая», добавляя, что она напоминает соавтора (саунд Ariana Grande), и «предоставляет то, чего в настоящее время не хватает в поп-ландшафте». Pitchfork назвал его лучшим новым треком («Best New Track»), сообщив, что «знойные синкопированные вокальные линии Нормани несут на себе отпечаток соавтора Арианы Гранде».

## Награды и номинации
| Год  | Награда                  | Категория                                     | Результат |
| ---- | ------------------------ | --------------------------------------------- | --------- |
| 2019 | Soul Train Music Awards  | Best Dance Performance                        | Номинация |
| 2019 | W Magazine Award         | Song of The Summer That Was Released Too Late | Победа    |
| 2019 | Dance Magazine Awards    | Best Music Video                              | Номинация |
| 2020 | IHeartRadio Music Awards | Favorite Music Video choreography             | Номинация |
| 2020 | NAACP Image Awards       | Outstanding Song — Contemporary               | Номинация |
| 2020 | NME Awards               | Best Music Video                              | Номинация |
| 2020 | MTV Video Music Award    | Best Choreography                             | Номинация |

## Музыкальное видео
Официальное музыкальное видео было загружено 16 августа 2019 года на канал YouTube. Режиссёры Dave Meyers и Daniel Russell. В нём показано почтение к музыкальным видео с конца 1990-х и начала 2000-х, таких как «Crazy in Love» (Бейонсе), «…Baby One More Time» (Бритни Спирс) и «I’m Real» (Jennifer Lopez).

## Концертные исполнения
Нормани впервые исполнила «Motivation» на церемонии MTV Video Music Awards, прошедшей 26 августа в Ньюарк, штат Нью-Джерси.

## Чарты
| Чарт (2019)                            | Высшая позиция |
| -------------------------------------- | -------------- |
| Австралия (ARIA)                       | 28             |
| Бельгия/Фландрия (Ultratop 50)         | 40             |
| Канада (Billboard Canadian Hot 100)    | 24             |
| Colombia (National-Report)             | 73             |
| Croatia (HRT)                          | 84             |
| France Downloads (SNEP)                | 59             |
| (IRMA)                                 | 20             |
| (AGATA)                                | 27             |
| Нидерланды (Dutch Top 40)              | 24             |
| Нидерланды (Single Top 100)            | 55             |
| New Zealand (Recorded Music NZ)        | 22             |
| Португалия (AFP)                       | 68             |
| (Airplay 100)                          | 55             |
| Шотландия (OCC Scotland)               | 20             |
| Словакия (Singles Digitál Top 100)     | 63             |
| Sweden Heatseeker (Sverigetopplistan)  | 12             |
| Великобритания (OCC UK Singles)        | 27             |
| США (Billboard Hot 100)                | 33             |
| США (Billboard Dance/Mix Show Airplay) | 22             |
| США (Billboard Dance Club Songs)       | 9              |
| США (Billboard Pop Airplay)            | 15             |
| США (Billboard Rhythmic)               | 30             |
| US Rolling Stone Top 100               | 26             |

## Сертификация
| Регион | Сертификация | Продажи   |
| --- | ------------ | --------- |
| Австралия (ARIA) | Платиновый   | 70 000    |
| Новая Зеландия (RMNZ) | Золотой      | 15 000    |
| Великобритания (BPI) | Серебряный   | 200 000   |
| США (RIAA) | Платиновый   | 1 000 000 |
| * Данные о продажах приведены только на основе сертификации. · ^ Данные о тиражах приведены только на основе сертификации. · Данные о продажах + прослушиваниях приведены только на основе сертификации. |              |           |